# Scottish smallpipes

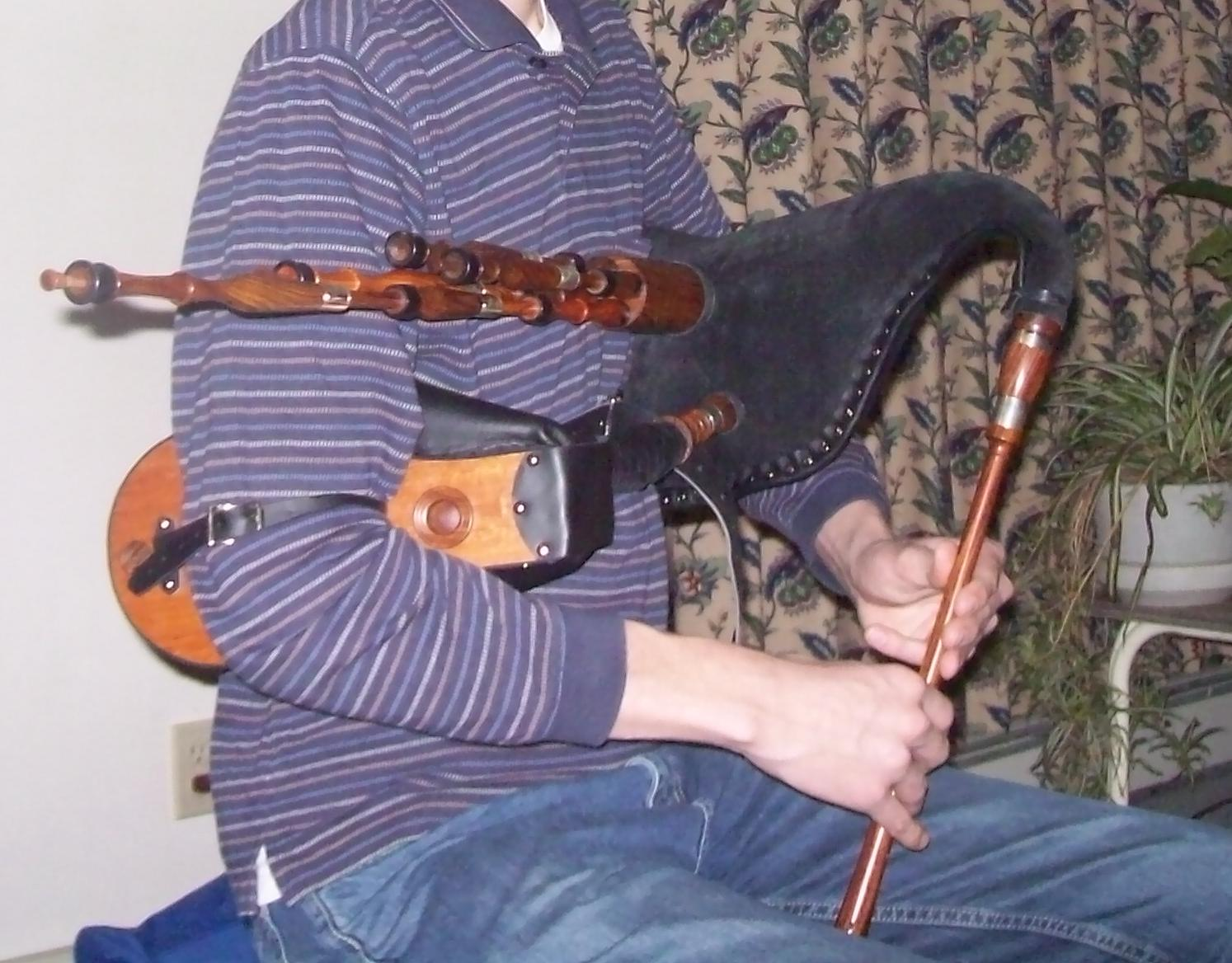
Scottish Smallpipes fabricadas en 2008 por Ebert Jones.

La Scottish smallpipe, en su forma moderna es una gaita soplada a fuelle que se desarrolló a partir de la Northumbrian smallpipes para que fuese posible tocarla con la misma digitación de la Great Highland Bagpipe.

## Características
La 'Scottish smallpipe' se distingue de la Northumbrian smallpipes por tener un clarín abierto al final, y la carencia de llaves adicionales. Esto significa que el sonido del clarín es constante, no staccato, y solo puede producir nueve notas a diferencia de las casi dos octavas de la Northumbrian smallpipes.
El clarín se afina normalmente en La. Cualquier otra tonalidad es posible, siendo Re, Do y Si muy utilizadas también. Como el clarín es cilíndrico en su interior, suena una octava más abajo de lo que lo haría si fuese cónico. El sistema de digitación es idéntico al de la Great Highland Bagpipe.
Normalmente la 'Scottish smallpipe' es soplada a fuelle, aunque existen versiones sopladas a pulmón, que no son tan populares dado que la humedad en el aire tiende a deteriorar la delicada lengüeta de caña.
Por lo general, el clarín no lleva ninguna llave, pero ocasionalmente se agregan para producir las notas Si (de la siguiente octava), Sol#, Fa, y Do(nat). La mayoría de la música escrita para este instrumento no utiliza las llaves.
Generalmente lleva tres roncones que se afinan dependiendo de la tonalidad del clarín.

## Historia
Es probablemente la más joven de las gaitas pues solo ha existido en su forma actual desde la década de los 80. Actualmente goza de gran popularidad, particularmente entre los intérpretes de la Great Highland Bagpipe, quienes la utilizan como un instrumento de práctica en espacios cerrados por su sonido mucho menos intenso.

## Enlaces
- grabación mp3 de la Scottish Smallpipes
- The Lowland and Border Pipers' Society

- Datos: Q776563